# Dumitru Rucăreanu
Dumitru („Titi”) Rucăreanu (n. 26 octombrie 1932, Ghimbav, județul Brașov – d. 3 martie 2013, București) a fost un actor român de film, radio, scenă, televiziune și voce.

## Filmografie
- Dragoste la zero grade (1964)
- Subteranul (1967)
- K.O. (1968)
- Războiul domnițelor (1969)
- Castelul condamnaților (1970)
- Asediul (1971)
- Aventuri la Marea Neagră (1972)
- Dragostea începe vineri (1973)
- Porțile albastre ale orașului (1974)
- Agentul straniu (1974)
- Mastodontul (1975)
- Cercul magic (1975)
- Ultima noapte a singurătății (1976)
- Toate pînzele sus (serial TV, 1977) - ep. 8
- Acțiunea „Autobuzul” (1978)
- Drumuri în cumpănă (1979)
- Falansterul (1979)
- Omul care ne trebuie (1979)
- Rețeaua S (1980)
- Detașamentul „Concordia” (1981)
- Am o idee!... (1981)
- Ana și „hoțul” (1981)
- Grăbește-te încet (1982)
- Secretul lui Bachus (1984)
- Sosesc păsările călătoare (1985)
- Mușchetarii în vacanță (1985)
- Căsătorie cu repetiție (1985)
- Cucoana Chirița (1987)
- Secretul lui Nemesis (1987)
- Chirița în Iași (1988)
- Calatorie de neuitat (serial TV, 1988)
- Misiunea serial tv (1989)
- Harababura (1991)
- Cuscrele[1] (serial TV, 2005) – Nae Cavaleru[2]